# Діорама

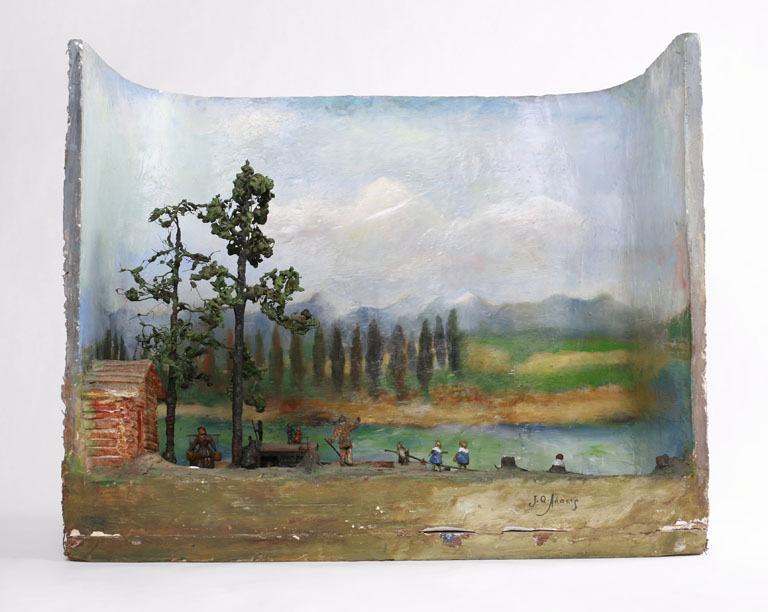
Діорама з плоскодонкою з колекції Дитячого музею в Індіанаполісі

Діора́ма — стрічкоподібна, зігнута півколом живописна картина з переднім наочним планом (споруди, реальні і бутафорські предмети). Діораму відносять до масового видовищного мистецтва, в якому ілюзія присутності глядача в природному просторі досягається синтезом художніх і технічних засобів.
Діорами розраховані на штучне освітлення і часто розташовуються в спеціальних павільйонах або музеях. Величезну роль в експонуванні діорами грають устаткування експозиційного залу і конструкція оглядового майданчика, а також світло і звук (музичний і дикторський супровід). Більшість діорам присвячена історичним битвам. Найширше діорама застосовується в музейній практиці як особливий спосіб подачі документального матеріалу, підкріплений образною емоційністю.

## Історія
Перша діорама була створена у Франції в 1822 році Луї Жаком Дагером, винахідником фотографії. Складні механізми і витончена гра світла разом з дзеркалами і запоною розмірами 22×14 м діорами Дагера і Бутона тримали в напрузі глядачів, перед якими кожні 15 хвилин мінялися сюжети: гори, руїни готичних замків, італійські пейзажі.
Пізніше декоратором Гроніусом була створена діорама в Берліні, звідки в 1851 р. вона була переведена до Петербургу, де здобула популярність під назвою панорами Палермо. Відвідувачі входили всередину круглої будівлі і по сходах піднімалися в павільйон, з якого відкривався на всі боки вигляд на Палермо і його околиці. Павільйон знаходився як би усередині монастирської будівлі, двір якої був вистелений кам'яними плитами; поблизу було видно дзвіницю (все — живопис), з якою при настанні смеркового освітлення було чутно звуки дзвонів, які закликали до вечірньої молитви, що сприяло посиленню ілюзії, вироблюваною прекрасно написаною декорацією.
Перша радянська діорама «Взяття Ростова», присвячена подіям Громадянської війни в Росії, була створена в 1929 році Митрофаном Грековим. Діорама була втрачена в роки німецько-радянської війни.
У створенні діорам брали участь М. І. Авілов, В. К. Биляницький-Бируля, Г. М. Горєлов, Б. В. Іогансон, А. А. Лабас, А. В. Моравов, А. А. Пластов, Г. К. Савицький, В. С. Сварог, П. П. Соколов-Скаля, а також члени Студії військових художників імені М. Б. Грекова, створеної 1934 року.
У 1977 році Юхим Дешалит створив найбільшу у світі пересувну діораму «Панорама Москви», яка з успіхом експонувалася у Філадельфії (США), Софії (Болгарія), Лондоні і Туреччині, а з 1980 року до початку перебудови — на ВДНГ в Москві.

## Діорами в моделізмі
В моделізмі під діорамою розуміють модель детально відтворену разом з оточуючим середовищем. Часто зустрічаються діорами, де показано певну сцену, чи історичну подію.

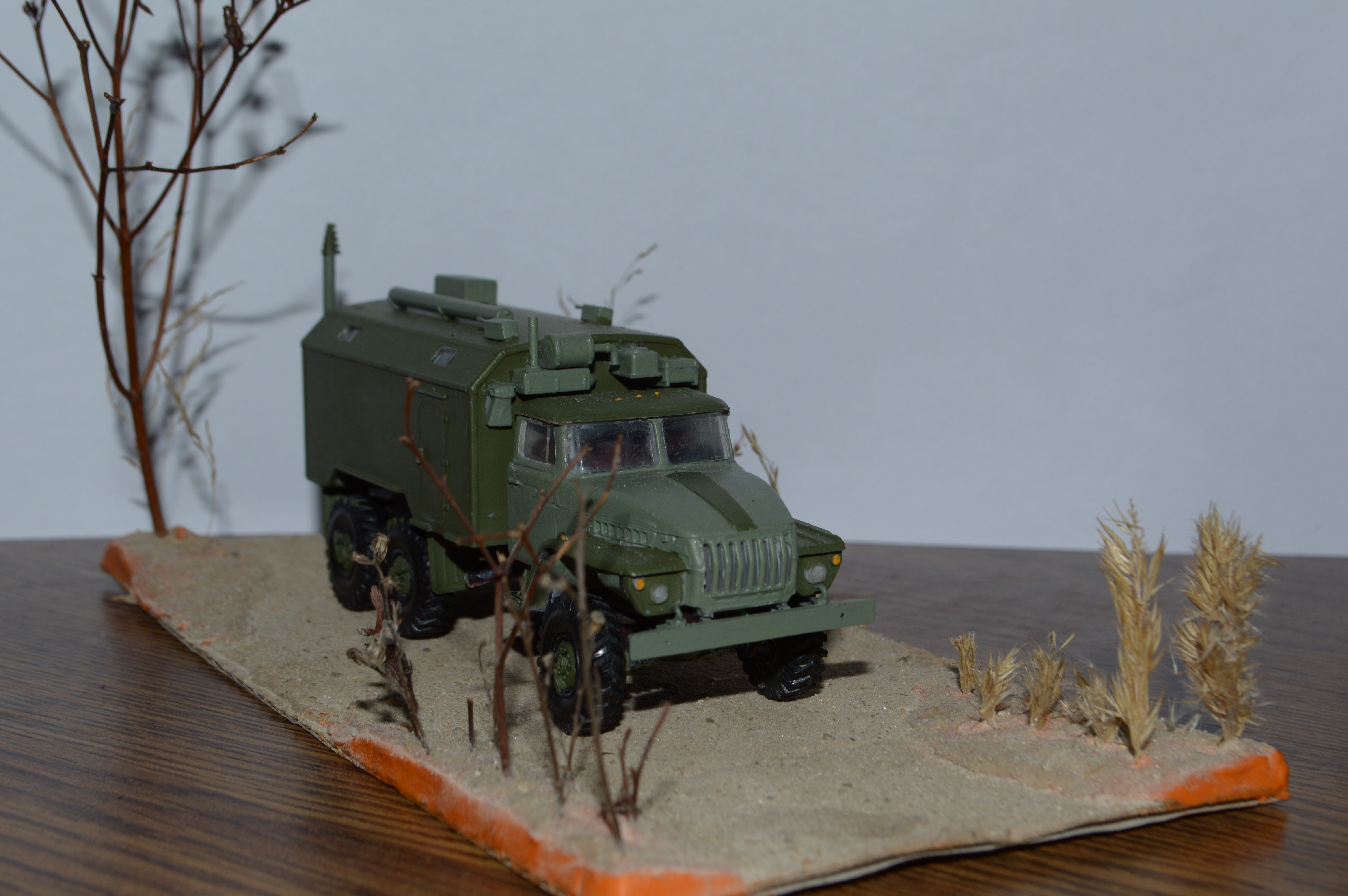
«Урал-43203» ІСМ

## Найвідоміші діорами

### В Україні
- «Штурм Сапун-гори 7 травня 1944 року» — Севастополь
- «Битва за Дніпро» — Дніпро
- «Штурм фортеці Ізмаїл» — Ізмаїл
- «Будівництво ДніпроГЕСу» — Запоріжжя